# ジョン・グレン (映画監督)
ジョン・グレン（John Glen、1932年5月15日 - ）は、イギリスの映画監督、フィルム・エディター。サリー出身。

## 主な作品

### 監督
- 007 ユア・アイズ・オンリー For Your Eyes Only（1981）
- 007 オクトパシー Octopussy（1983）
- 007 美しき獲物たち A View to a Kill（1985）
- 007 リビング・デイライツ The Living Daylights（1987）
- 007 消されたライセンス Licence to Kill（1989）
- チェッカード・フラッグ Checkered Flag（1990）
- エイセス/大空の誓い Aces: Iron Eagle III（1992）
- コロンブス Christopher Columbus: The Discovery（1992）
- ネバー・セイ・ダイ The Point Men（2001）

### その他
- 水滴（しずく） Baby Love（1968）- 編集
- 女王陛下の007 On Her Majesty's Secret Service（1969）- 編集・第二班監督
- 007 私を愛したスパイ The Spy Who Loved Me（1977）- 編集・第二班監督
- スーパーマン Superman (1978年）- 第二班監督
- 007 ムーンレイカー Moonraker（1979）- 編集・第二班監督
- シーウルフ The Sea Wolves（1980）- 編集